# Liste des musées à Belgrade
Voici une liste des différents musées à Belgrade en Serbie :

## Beaux-Arts
- Musée des Archives du film yougoslave (11 rue Kosovska)
- Musée d'Art africain (14 rue Andre-Nikolića)
- Musée des Arts appliqués (18 rue Vuka Karadžića)
- Musée d'Art contemporain (10 rue Ušće)
- Musée National  (1a Trg republike)

## Culture et Histoire
- Musée historique de Serbie (24 rue Nemanjina)
- Musée historique du génocide commis contre le peuple serbe (11 Trg Nikole Pašića)
- Musée historique juif (71/1 rue Kralja Petra)
- Musée du konak de la princesse Ljubica (8 rue Kneza Sime Markovića)
- Musée du konak du prince Miloš (2 Rakovički put)
- Musée militaire (Kalemegdan)
- Musée de la Forteresse de Belgrade (Kalemegdan)
- Musée ethnographique (13 Studentski trg)
- Musée des imprimeries clandestines des Partisans
- Musée de Mladenovac (Mladenovac) (68 rue Vlajićeva)
- Musée de la pédagogie (14 rue Uzun Mirkova)
- Musée de l'Église orthodoxe serbe
- Musée du camp de concentration de Banjica (3 rue Veljka Lukića Kurjaka)
- Musée de la ville de Belgrade (1 rue Zmaj Jovina)
- Musée des arts dramatiques (19 rue Gospodar Jevremova)
- Musée de Vuk et Dositej, (21 rue Gospodar Jevremova)
- Archives du film yougoslave (11 rue Kosovska)
- Musée de Zemun (9 rue Glavna)
- Maison de Jevrem Grujić (Svetogorska 17)

## Commémoration
- Legs Milica Zorić et Rodoljub Čolaković (2 rue Rodoljuba Čolakovića)
- Legs Paja Jovanović et Collection de Petar Popović (21/IV rue Kralja Milana)
- Maison de Manak (5 rue Gavrila Principa)
- Galerie et mémorial de Petar Dobrović (36/IV rue Kralja Petra)
- Mémorial et Musée Ivo Andrić (8/I Andrićev venac)
- Mémorial et Musée Jovan Cvijić (5 rue Jelene Ćetković)
- Musée Branislav Nušić (1 rue Šekspirova)
- Musée commémoratif de Nadežda et Rastko Petrović (25 rue Ljubomira Stojanovića)
- Musée Archibald Reiss (73 Bulevar vojvode Mišića)
- Musée de l'Étoile Rouge (1a rue Ljutice Bogdana)
- Musée d'éducation physique (156 rue Blagoja Parovića)
- Musée Toma Rosandić (3 rue Vasilija Gaceše)
- Musée d'histoire de la Yougoslavie - Kuća cveća (la Maison des fleurs)

## Techniques et Histoire naturelle
- Musée de l'automobile (30, rue Majke Jevrosime)
- Musée de l'Aviation, près de l'aéroport Nikola Tesla
- Musée d'Histoire naturelle (51, rue Njegoševa et 1 Mali Kalemegdan)
- Musée des Sciences et des Techniques (9, rue Ðure Jakšica)
- Musée Nikola-Tesla (51, rue Krunska)
- Musée des PTT (2, rue Palmoticeva)
- Musée ferroviaire (6, rue Nemanjina)